# Хусанов, Абдукодир
Абдукоди́р Хуса́нов (узб. Abduqodir Xikmatjon oʻgʻli Xusanov; род. 29 февраля 2004, Ташкент) — узбекский футболист, центральный защитник английского клуба «Манчестер Сити» и сборной Узбекистана. Участник футбольного турнира Олимпийских игр 2024 года.

## Клубная карьера

### «Энергетик-БГУ»
Воспитанник узбекского клуба «Бунёдкор». Выступал в юношеской команде клуба в возрастной категории до 18 лет. В марте 2022 года перешёл в «Энергетик-БГУ». Дебютировал за клуб футболист 19 марта 2022 года в матче против «Витебска», где сам игрок вышел в стартовом составе и отыграл весь матч. Первый свой мяч забил 2 мая 2022 года в матче против гродненского «Немана», где также отдал 2 результативные передачи. В матче 29 мая 2022 года против мозырской «Славии» футболист забил свой первый мяч с пенальти. В августе 2022 года футболист попал в список самых перспективных игроков мира по версии Международного центра спортивных исследований. По итогу сезона стал серебряным призёром Высшей лиги. Попал в символическую сборную чемпионата.
В декабре 2022 года в «Энергетике-БГУ» сообщили, что Хусанов продолжит выступать в клубе. Первый матч в новом сезоне сыграл 2 апреля 2023 года против борисовского БАТЭ, выйдя на поле в стартовом составе. Попал в символическую сборную 2 тура Высшей лиги. Первый мяч в новом сезоне узбек забил 23 апреля 2023 года в матче против солигорского «Шахтёра». В апреле 2023 года футболист попал в список самых перспективных игроков до 20 лет, где среди защитников занял 15 место. Абдукодир по итогам первого круга Высшей лиги попал в символическую сборную как лучший центральный защитник. За первую половину чемпионата успел провести 8 матчей в чемпионате, отличившись забитым мячом.

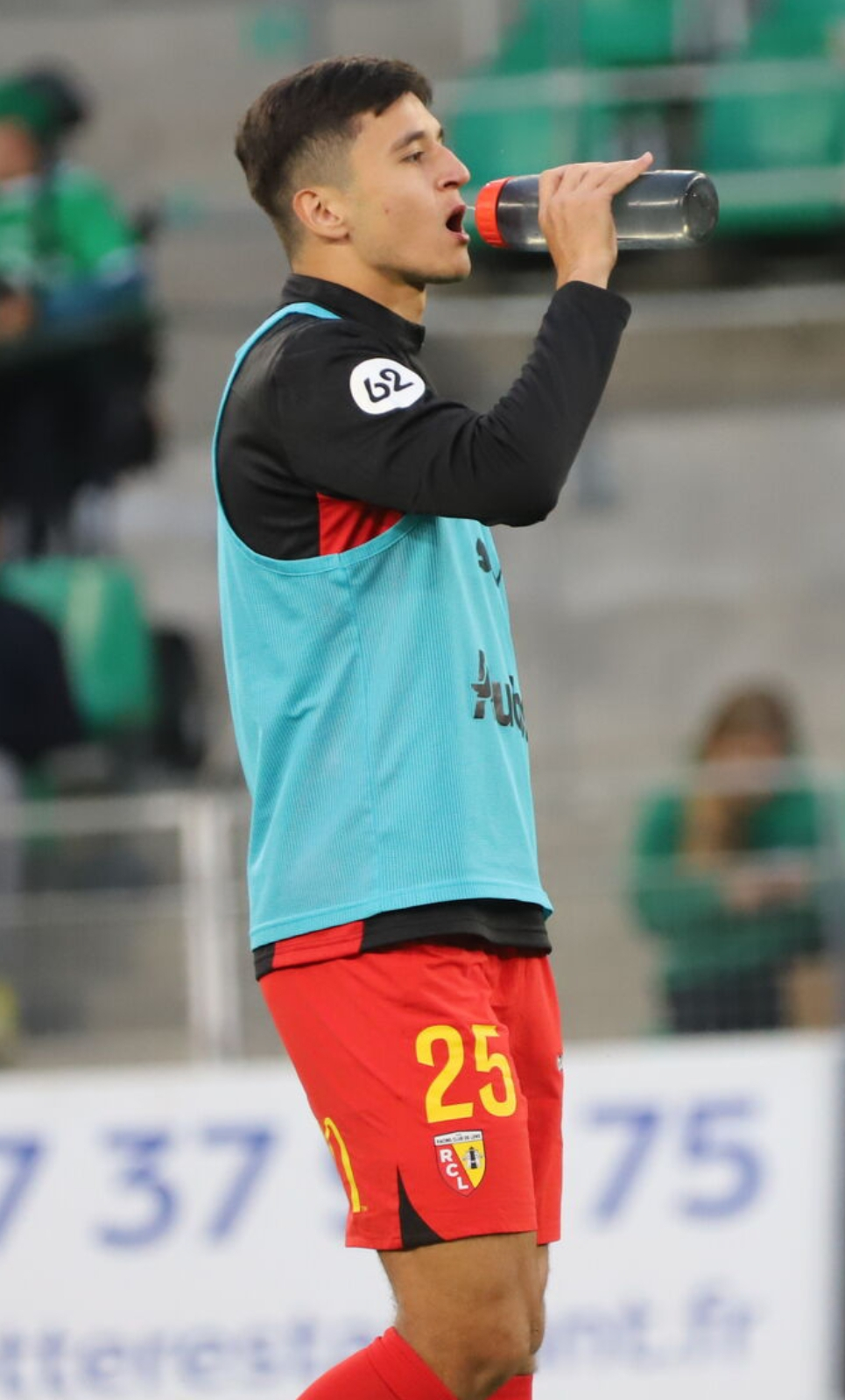
Хусанов в составе Ланса

### «Ланс»
В июле 2023 года узбекские СМИ сообщили об интересе к Хусанову со стороны французского «Ланса». Позже также появилась информация, что футболист близок к заключению контракта с французским клубом. В конце июля 2023 года французское издание L’Équipe сообщило, что он прибыл во Францию для завершения перехода в клуб. Официально присоединился к «Лансу» 21 июля 2023 года, подписав с клубом четырёхлетний контракт. Дебютировал за клуб 16 сентября 2023 года в матче против клуба «Мец», выйдя на поле в стартовом составе. Дебютный матч в Лиге чемпионов УЕФА футболист сыграл 29 ноября 2023 года против лондонского «Арсенала», выйдя на замену на 62 минуте, однако французы проиграли «канонирам» со счётом 6:0. По итогу группового этапа Лиги чемпионов УЕФА узбек вместе с клубом занял третье место и отправился в раунд плей-офф Лиги Европы УЕФА. По итогам 2023 года футболист был признан лучшим молодым футболистом Узбекистана. В первом раунде плей-офф Лиги Европы УЕФА по сумме матчей футболист вместе с клубом проиграли немецкому «Фрайбургу» и завершили еврокубковый сезон. По итогу своего дебютного сезона футболист смог закрепиться в основной команде клуба, вместе с которым завершил чемпионат на итоговом седьмом месте. 
Новый сезон футболист начал 18 августа 2024 года с матча против клуба «Анже», выйдя на замену на 90 минуте. Затем футболист смог быстро закрепиться в основной команде французского клуба, став ключевым игроком стартового состава. В октябре 2024 года стала появляться информация, что к футболисту проявляют интерес английские клубы, такие как «Тоттенхэм Хотспур», «Челси» и «Ньюкасл Юнайтед». В ноябре 2024 года сообщалось об интересе к футболисту со стороны «Пари Сен-Жермен». Первым результативным действием за клуб футболист отличился 22 декабря 2024 года в матче Кубка Франции против «Пари Сен-Жермен», отдав голевую передачу. По итогам 2024 года футболист был признан лучшим игроком «Ланса». На протяжении первой половины сезона футболист выступал за французский клуб в роли ключевого игрока, отличившись своей единственной результативной передачей.

### «Манчестер Сити»
В начале января 2025 года сообщалось, что английский «Манчестер Сити» ведёт переговоры по трансферу футболиста. Официально футболист перешёл в клуб 20 января 2025 года за 40 миллионов евро, без учёта бонусов, подписав контракт до июня 2029 года. Футболист стал первым узбекским игроком в истории клуба и английской Премьер-лиги. Дебютировал за клуб футболист 25 января 2025 года в матче против лондонского «Челси», выйдя на поле в стартовом составе, однако из-за ошибки узбека лондонский клуб уже на 3 минуте открыл счёт. Дебютным забитым голом за клуб футболист отличился 8 февраля 2025 года в матче Кубка Англии против клуба «Лейтон Ориент». В стыковых матчах плей-офф Лиги чемпионов УЕФА футболист сыграл 19 февраля 2025 года против «Реал Мадрида», выйдя на поле в стартовом составе, однако мадридский клуб оказался сильнее и вышел в следующий этап турнира. С апреля 2025 года футболист потерял место в стартовом составе клуба. Вместе с клубом футболист стал бронзовым призёром чемпионата. Также футболист вместе с клубом стал серебряным призёром Кубка Англии, где в финале 17 мая 2025 года уступили клубу «Кристал Пэлас», однако сам футболист остался на скамейке запасных. За сезон футболист успел отличиться за клуб своим единственным забитым голом. В июне 2025 года футболист вместе с клубом отправился на Клубный чемпионат мира. В июне 2025 года сообщалось, что футболист мог провести сезон в французском клубе «Олимпик Лион», однако манчестерский клуб решил не отпускать его в аренду. Первый матч на турнире футболист сыграл 23 июня 2025 года против эмиратского клуба «Аль-Айн», выйдя на поле в стартовом составе. По итогу турнира футболист вместе с клубом дошёл до стадии 1/8 финала, где 1 июля 2025 года уступили саудовскому «Аль-Хилялю», однако сам футболист остался на скамейке запасных.
В июле 2025 года появилась информация, что футболист может присоединиться к «Манчестер Юнайтед» на правах арендного соглашения.

## Карьера в сборной

### Юношеские и молодёжные сборные
Выступал в юношеской сборной Узбекистана до 17 лет. В июне 2022 года дебютировал за юношескую сборную Узбекистана до 19 лет, сыграв 2 товарищеских матча со сборной Беларуси. В сентябре 2022 года получил вызов в молодёжную сборную Узбекистана до 20 лет, за которую сыграл 2 полных матча против сверстников из Словакии.
В марте 2023 года футболист вместе с молодёжной сборной Узбекистана отправился на чемпионат Азии до 20 лет. Первый матч на турнире сыграл 1 марта 2023 года против сборной Сирии. Вместе со сборной занял первое место в группе и вышел в стадию плей-офф. В четвертьфинальном матче 11 марта 2023 года победил сборную Австралии в серии пенальти и вышел в полуфинал турнира. Также, победив австралийцев, футболист помог своей сборной завоевать путёвку на молодёжный чемпионат мира 2023 года. Стал финалистом турнира, обыграв 15 марта 2023 года в полуфинальном матче в серии пенальти сборную Южной Кореи. Стал победителем чемпионата Азии, победив в финале 18 марта 2023 года сборную Ирака.
В мае 2023 года футболист получил вызов в молодёжную сборную Узбекистана для участия на чемпионате мира. Первый матч на турнире сыграл 20 мая 2023 года против сборной Аргентины. По итогу группового этапа вместе со сборной занял второе место в группе и вышел в стадию плей-офф. На стадии 1/8 финала 30 мая 2023 года уступил сборной Израиля и завершил своё выступление на чемпионате мира. На протяжении турнира футболист был ключевым игроком сборной, полностью поведя все матчи.
В сентябре 2023 года футболист вместе с молодёжной сборной Узбекистана до 23 лет отправился на квалификационные матчи молодёжного чемпионата Азии. Дебютировал за сборную 6 сентября 2023 года в матче против сборной Афганистана. Первым результативным действием за сборную отличился 12 сентября 2023 года в матче против сборной Ирана, отдав голевую передачу, благодаря которой удалось одержать победу с минимальным счётом.
В апреле 2024 года футболист в составе молодёжной сборной Узбекистана до 23 лет отправился на чемпионат Азии. Первый матч на турнире футболист сыграл 23 апреля 2024 года против сборной Вьетнама, выйдя на поле в стартовом составе. Вместе со сборной футболист вышел в финал турнира, где узбекская сборная 3 мая 2024 года уступила сборной Японии, однако сам футболист участие не принял.

### Национальная сборная

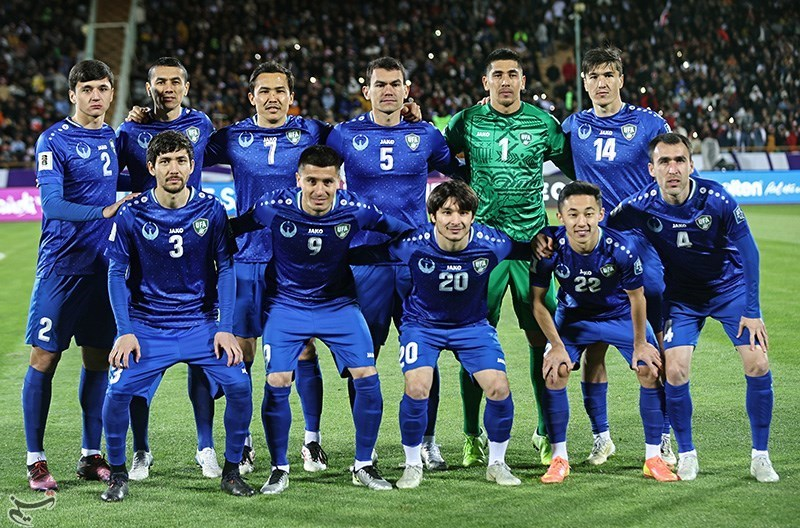
Хусанов (слева первый) в составе национальной сборной

В июне 2023 года футболист получил вызов в национальную сборную Узбекистана для участия в Кубке ФАЦА. Дебютировал за сборную 11 июня 2023 года в матче против сборной Омана, заменив на 83 минуте Фарруха Сайфиева. Вместе со сборной вышел в финал Кубка ФАЦА, заняв первое место в группе. Вместе со сборной стал серебряным призёром турнира, где в финале 20 июня 2023 года уступили сборной Ирану, где сам футболист весь матч провёл на скамейке запасных.
В январе 2024 года футболист вместе с национальной сборной отправился на основной этап Кубка Азии. Первый матч на турнире футболист сыграл 13 января 2024 года против сборной Сирии, выйдя на поле в стартовом составе и заработав предупреждение. По итогу группового этапа турнира футболист вместе со сборной заняли второе итоговое место и вышли в раунд плей-офф. Вместе со сборной футболист смог выйти в четвертьфинал, где 3 февраля 2024 года в серии пенальти уступили сборной Катара, завершив своё выступление на турнире.
В июне 2025 года футболист вместе с национальной сборной смог впервые в истории квалифицироваться в основной этап чемпионата мира, заняв в своей группе второе место, за тур до окончания квалификации имея преимущество в 4 очка от сборной ОАЭ.

## Достижения

### Командные
Сборная Узбекистана
- Победитель Чемпионата Азии (до 20 лет): 2023
- Серебряный призёр Чемпионата Азии среди молодёжных команд: 2024
- Серебряный призёр Кубка наций ФАЦА: 2023

### Личные
- Игрок года в «Лансе» по мнению болельщиков: 2024[65]
- Игрок месяца в «Манчестер Сити»: февраль 2025[66]
- Узбекистон ифтихори (6 июня 2025 года) — за большой вклад в развитие и широкую популяризацию спорта в нашей стране, утверждение здорового образа жизни в обществе, проявленные истинное мужество и стойкость, образец высокого профессионализма и целеустремленности в отборочных турнирах среди сильнейших команд Азии по футболу и впервые в истории нашей Родины завоевание путёвки на чемпионат мира, ставшее большой победой, активное участие в деле приумножения славы Нового Узбекистана в мировом масштабе, воспитания молодого поколения в духе любви к Родине, национальной гордости и патриотизма[67]

## Личная жизнь
Отец Хикмат Хашимов (род. 1979) — профессиональный футболист, выступал в национальной сборной Узбекистана.
В мае 2025 года Хусанов женился, свадьба по узбекским традициям прошла в Ташкенте.

## Статистика выступлений

### Клубная
| Выступление      | Выступление      | Выступление      | Лига | Лига | Кубок | Кубок | Еврокубки | Еврокубки | Итого | Итого |
| Клуб             | Лига             | Сезон            | Игры | Голы | Игры  | Голы  | Игры      | Голы      | Игры  | Голы  |
| ---------------- | ---------------- | ---------------- | ---- | ---- | ----- | ----- | --------- | --------- | ----- | ----- |
| Энергетик-БГУ    | Высшая лига      | 2022             | 27   | 3    | 2     | 0     | 0         | 0         | 29    | 3     |
| Энергетик-БГУ    | Высшая лига      | 2023             | 8    | 1    | 0     | 0     | 0         | 0         | 8     | 1     |
| Энергетик-БГУ    | Итого            | Итого            | 35   | 4    | 2     | 0     | 0         | 0         | 37    | 4     |
| Ланс             | Лига 1           | 2023/24          | 11   | 0    | 0     | 0     | 4         | 0         | 15    | 0     |
| Ланс             | Лига 1           | 2024/25          | 13   | 0    | 1     | 0     | 2         | 0         | 16    | 0     |
| Ланс             | Итого            | Итого            | 24   | 0    | 1     | 0     | 6         | 0         | 31    | 0     |
| Манчестер Сити   | Премьер-лига     | 2024/25          | 4    | 0    | 1     | 1     | 1         | 0         | 6     | 1     |
| Манчестер Сити   | Итого            | Итого            | 4    | 0    | 1     | 1     | 1         | 0         | 6     | 1     |
| Всего за карьеру | Всего за карьеру | Всего за карьеру | 63   | 4    | 4     | 1     | 7         | 0         | 74    | 5     |

1. ↑  Кубок Беларуси, Кубок Франции

### Матчи за национальную сборную
| Матчи Хусанова за сборную Узбекистана | Матчи Хусанова за сборную Узбекистана | Матчи Хусанова за сборную Узбекистана | Матчи Хусанова за сборную Узбекистана | Матчи Хусанова за сборную Узбекистана | Матчи Хусанова за сборную Узбекистана    | Матчи Хусанова за сборную Узбекистана |
| ------------------------------------- | ------------------------------------- | ------------------------------------- | ------------------------------------- | ------------------------------------- | ---------------------------------------- | ------------------------------------- |
| №                                     | Дата                                  | Соперник                              | Счёт                                  | Голы                                  | Соревнование                             |                                       |
| 1                                     | 11 июня 2023 года                     | Оман                                  | 3:0                                   | —                                     | Кубок наций ФАЦА 2023                    |                                       |
| 2                                     | 14 июня 2023 года                     | Туркменистан                          | 2:0                                   | —                                     | Кубок наций ФАЦА 2023                    |                                       |
| 3                                     | 17 июня 2023 года                     | Таджикистан                           | 5:1                                   | —                                     | Кубок наций ФАЦА 2023                    |                                       |
| 4                                     | 13 октября 2023 года                  | Вьетнам                               | 2:0                                   | —                                     | Товарищеский матч                        |                                       |
| 5                                     | 16 октября 2023 года                  | Китай                                 | 2:1                                   | —                                     | Товарищеский матч                        |                                       |
| 6                                     | 16 ноября 2023 года                   | Туркменистан                          | 3:1                                   | —                                     | Отборочный турнир на чемпионат мира 2026 |                                       |
| 7                                     | 21 ноября 2023 года                   | Иран                                  | 2:2                                   | —                                     | Отборочный турнир на чемпионат мира 2026 |                                       |
| 8                                     | 13 января 2024 года                   | Сирия                                 | 0:0                                   | —                                     | Кубок Азии 2023                          |                                       |
| 9                                     | 18 января 2024 года                   | Индия                                 | 3:0                                   | —                                     | Кубок Азии 2023                          |                                       |
| 10                                    | 30 января 2024 года                   | Таиланд                               | 2:1                                   | —                                     | Кубок Азии 2023                          |                                       |
| 11                                    | 21 марта 2024 года                    | Гонконг                               | 2:0                                   | —                                     | Отборочный турнир на чемпионат мира 2026 |                                       |
| 12                                    | 26 марта 2024 года                    | Гонконг                               | 3:0                                   | —                                     | Отборочный турнир на чемпионат мира 2026 |                                       |
| 13                                    | 6 июня 2024 года                      | Туркменистан                          | 3:1                                   | —                                     | Отборочный турнир на чемпионат мира 2026 |                                       |
| 14                                    | 11 июня 2024 года                     | Иран                                  | 0:0                                   | —                                     | Отборочный турнир на чемпионат мира 2026 |                                       |
| 15                                    | 10 октября 2024 года                  | Иран                                  | 0:0                                   | —                                     | Отборочный турнир на чемпионат мира 2026 |                                       |
| 16                                    | 15 октября 2024 года                  | ОАЭ                                   | 1:0                                   | —                                     | Отборочный турнир на чемпионат мира 2026 |                                       |
| 17                                    | 14 ноября 2024 года                   | Катар                                 | 2:3                                   | —                                     | Отборочный турнир на чемпионат мира 2026 |                                       |
| 18                                    | 19 ноября 2024 года                   | КНДР                                  | 1:0                                   | —                                     | Отборочный турнир на чемпионат мира 2026 |                                       |
| 19                                    | 20 марта 2025 года                    | Кыргызстан                            | 1:0                                   | —                                     | Отборочный турнир на чемпионат мира 2026 |                                       |
| 20                                    | 25 марта 2025 года                    | Иран                                  | 2:2                                   | —                                     | Отборочный турнир на чемпионат мира 2026 |                                       |
| 21                                    | 5 июня 2025 года                      | ОАЭ                                   | 0:0                                   | —                                     | Отборочный турнир на чемпионат мира 2026 |                                       |
| 22                                    | 10 июня 2025 года                     | Катар                                 | 3:0                                   | —                                     | Отборочный турнир на чемпионат мира 2026 |                                       |

 Итого по официальным матчам: 22 матча ; 15 побед, 6 ничей, 1 поражений.